# 胤禝
胤禝（1702年10月25日—1704年3月28日），清朝康熙帝的第十九子。康熙四十一年（1702年）九月初五日胤禝出生，生母是襄嬪 (《高氏史賢》稱襄嬪閏名為在儀) 。康熙四十三年（1704年）二月廿三日，年僅三歲的胤禝夭折，無谥号。